# Las Vegas Aces
Las Vegas Aces – kobiecy klub koszykarski, z siedzibą w mieście Paradise. Drużyna jest członkiem zachodniej konferencji ligi WNBA. Klub powstał w 1997, do roku 2002 jako Utah Starzz. W klubie, w latach 1999–2005, grała również najwyższa zawodniczka w historii WNBA, Polka Małgorzata Dydek, w, a w latach 2004 i 2006 Agnieszka Bibrzycka.
W styczniu 2014 klub zmienił nazwę z San Antonio Silver Stars na San Antonio Stars. W 2018 zespół zmienił siedzibę na Las Vegas i przyjął nową nazwę Aces.

## Wyniki sezon po sezonie
| Sezon                    | Zespół          | Konferencja     | Konferencja     | Sezon regularny | Sezon regularny | Sezon regularny | Rezultaty play-off | Trener                              |
| Sezon                    | Zespół          | Konferencja     | Konferencja     | W               | P               | %               | Rezultaty play-off | Trener                              |
| Utah Starzz              | Utah Starzz     | Utah Starzz     | Utah Starzz     | Utah Starzz     | Utah Starzz     | Utah Starzz     | Utah Starzz | Utah Starzz                         |
| ------------------------ | --------------- | --------------- | --------------- | --------------- | --------------- | --------------- | --- | ----------------------------------- |
| 1997                     | 1997            | Zachodnia       | 4               | 7               | 21              | 25              | brak kwalifikacji | Denise Taylor                       |
| 1998                     | 1998            | Zachodnia       | 5               | 8               | 22              | 26,7            | brak kwalifikacji | D. Taylor (6–13) F. Layden (2–9)    |
| 1999                     | 1999            | Zachodnia       | 6               | 15              | 17              | 46,9            | brak kwalifikacji | F. Layden (2–2) F. Williams (13–15) |
| 2000                     | 2000            | Zachodnia       | 5               | 18              | 14              | 56,3            | brak kwalifikacji | Fred Williams                       |
| 2001                     | 2001            | Zachodnia       | 3               | 19              | 13              | 59,4            | Przegrana w półfinale konferencji (Sacramento, 0–2)                                                                                      | F. Williams (5–8) C. Harvey (14–5)  |
| 2002                     | 2002            | Zachodnia       | 3               | 20              | 12              | 62,5            | Wygrana w półfinale konferencji (Houston, 2–1) Przegrana w finale konferencji (Los Angeles, 0–2)                                         | Candi Harvey                        |
| San Antonio Silver Stars |                 |                 |                 |                 |                 |                 | |                                     |
| 2003                     | 2003            | Zachodnia       | 6               | 12              | 22              | 35,3            | brak kwalifikacji | C. Harvey (6–16) S. Dailey (6–6)    |
| 2004                     | 2004            | Zachodnia       | 7               | 9               | 25              | 26,5            | brak kwalifikacji | D. Brown (6–18) S. Dailey (3–7)     |
| 2005                     | 2005            | Zachodnia       | 7               | 7               | 27              | 20,6            | brak kwalifikacji | Dan Hughes                          |
| 2006                     | 2006            | Zachodnia       | 6               | 13              | 21              | 38,2            | brak kwalifikacji | Dan Hughes                          |
| 2007                     | 2007            | Zachodnia       | 2               | 20              | 14              | 58,8            | Wygrana w półfinale konferencji (Sacramento, 2–1) Przegrana w finale konferencji (Phoenix, 0–2)                                          | Dan Hughes                          |
| 2008                     | 2008            | Zachodnia       | 1               | 24              | 10              | 70,6            | Wygrana w półfinale konferencji (Sacramento, 2–1) Wygrana w finale konferencji (Los Angeles, 2–1) Przegrana w finale WNBA (Detroit, 0–3) | Dan Hughes                          |
| 2009                     | 2009            | Zachodnia       | 4               | 15              | 19              | 44,1            | Przegrana w półfinale konferencji (Phoenix, 1–2)                                                                                         | Dan Hughes                          |
| 2010                     | 2010            | Zachodnia       | 3               | 14              | 20              | 41,2            | Przegrana w półfinale konferencji (Phoenix, 0–2)                                                                                         | Sandy Brondello                     |
| 2011                     | 2011            | Zachodnia       | 4               | 18              | 16              | 52,9            | Przegrana w półfinale konferencji (Minnesota, 1–2)                                                                                       | Dan Hughes                          |
| 2012                     | 2012            | Zachodnia       | 3               | 21              | 13              | 61,8            | Przegrana w półfinale konferencji (Los Angeles, 0–2)                                                                                     | Dan Hughes                          |
| 2013                     | 2013            | Zachodnia       | 5               | 12              | 22              | 35,3            | brak kwalifikacji | Dan Hughes                          |
| San Antonio Stars        |                 |                 |                 |                 |                 |                 | |                                     |
| 2014                     | 2014            | Zachodnia       | 3               | 16              | 18              | 47,1            | Przegrana w półfinale konferencji (Minnesota, 0–2)                                                                                       | Dan Hughes                          |
| 2015                     | 2015            | Zachodnia       | 6               | 8               | 26              | 23,5            | brak kwalifikacji | Dan Hughes                          |
| 2016                     | 2016            | Zachodnia       | 6               | 7               | 27              | 20,6            | brak kwalifikacji | Dan Hughes                          |
| Sezon regularny          | Sezon regularny | Sezon regularny | Sezon regularny | 283             | 379             | 42,7            | 1 mistrzostwo konferencji | 1 mistrzostwo konferencji           |
| Play-off                 | Play-off        | Play-off        | Play-off        | 10              | 23              | 30,3            | 0 mistrzostw WNBA | 0 mistrzostw WNBA                   |

## Statystyki
| Statystyki San Antonio Stars | Statystyki San Antonio Stars | Statystyki San Antonio Stars | Statystyki San Antonio Stars | Statystyki San Antonio Stars | Statystyki San Antonio Stars | Statystyki San Antonio Stars | Statystyki San Antonio Stars |
| Sezon                        | Indywidualne                 | Indywidualne                 | Indywidualne                 | Zespół vs przeciwnik         | Zespół vs przeciwnik         | Zespół vs przeciwnik         |                              |
| Sezon                        | Śr. punktów                  | Śr. zbiórek                  | Śr. asyst                    | Śr. punktów                  | Śr. zbiórek                  | % z gry                      |                              |
| ---------------------------- | ---------------------------- | ---------------------------- | ---------------------------- | ---------------------------- | ---------------------------- | ---------------------------- | ---------------------------- |
| 1997                         | W. Palmer (15,8)             | W. Palmer (8)                | T. Reiss (3,1)               | 64,6 vs 75,1                 | 33,9 vs 36                   | 37,4 vs 42,9                 |                              |
| 1998                         | W. Palmer (13,5)             | J. Baranowa (9,3)            | C. Tremitiere (3,6)          | 69,8 vs 76,5                 | 33,4 vs 34                   | 42,3 vs 42,8                 |                              |
| 1999                         | N. Williams (18)             | N. Williams (9,2)            | D. Black (5)                 | 74 vs 77,1                   | 33,2 vs 30,4                 | 43,4 vs 43,8                 |                              |
| 2000                         | N. Williams (18,7)           | N. Williams (11,6)           | K. Hlede (3)                 | 75,4 vs 75,2                 | 33,8 vs 28,5                 | 45,3 vs 43,8                 |                              |
| 2001                         | N. Williams (14,2)           | N. Williams (9,9)            | J. Azzi (5,3)                | 69 vs 68,5                   | 33,4 vs 30,4                 | 43,9 vs 39,9                 |                              |
| 2002                         | A. Goodson (15,7)            | M. Dydek (8,7)               | J. Azzi (4,9)                | 75,6 vs 73,3                 | 33,4 vs 31,4                 | 44,1 vs 41,2                 |                              |
| 2003                         | M. Ferdinand (13,8)          | M. Dydek (7,4)               | J. Azzi (3,3)                | 65,1 vs 71,4                 | 33,7 vs 34,5                 | 38,3 vs 39,8                 |                              |
| 2004                         | L. Thomas (14,2)             | A. Goodson (6,9)             | S. Johnson (4,4)             | 64,4 vs 69,5                 | 29,5 vs 30,4                 | 41,9 vs 44,3                 |                              |
| 2005                         | M. Ferdinand (12,5)          | W. Palmer (5,7)              | S. Johnson (4,6)             | 63 vs 70,6                   | 27,8 vs 31                   | 41,7 vs 43,6                 |                              |
| 2006                         | S. Young (12)                | S. Young (7,6)               | S. Johnson (3,7)             | 74,2 vs 76,6                 | 34,4 vs 36,4                 | 40,6 vs 43,1                 |                              |
| 2007                         | B. Hammon (18,8)             | E. Buescher (6,1)            | B. Hammon (5)                | 74 vs 73,1                   | 32 vs 33,4                   | 42,4 vs 42,3                 |                              |
| 2008                         | B. Hammon (17,6)             | A. Wauters (7,5)             | B. Hammon (4,9)              | 74,9 vs 71,1                 | 32,1 vs 35,5                 | 43,3 vs 39,8                 |                              |
| 2009                         | B. Hammon (19,5)             | S. Young (6,5)               | B. Hammon (5)                | 76,9 vs 78,3                 | 30,9 vs 34,9                 | 42,7 vs 43,9                 |                              |
| 2010                         | S. Young (15,3)              | M. Snow (6,2)                | B. Hammon (5,4)              | 76,8 vs 80,1                 | 30,1 vs 33,1                 | 46,1 vs 46,7                 |                              |
| 2011                         | B. Hammon (15,9)             | S. Young (6,4)               | B. Hammon (5,8)              | 77,6 vs 75,5                 | 31,3 vs 37                   | 43 vs 42,7                   |                              |
| 2012                         | S. Young (16,3)              | S. Young (7,2)               | B. Hammon (5,3)              | 82,1 vs 76,9                 | 33,2 vs 34,9                 | 44,5 vs 43,2                 |                              |
| 2013                         | D. Adams (14,4)              | J. Appel (8,9)               | D. Robinson (6,7)            | 72,1 vs 77,9                 | 32,1 vs 36,5                 | 40 vs 45,5                   |                              |
| 2014                         | K. McBride (13)              | J. Appel (7,9)               | D. Robinson (5,3)            | 77,8 vs 79,6                 | 31,7 vs 34,1                 | 43 vs 47,4                   |                              |
| 2015                         | K. McBride (13,8)            | J. Appel (6,4)               | D. Robinson (5)              | 68,1 vs 76,7                 | 32,6 vs 35,6                 | 39 vs 45,9                   |                              |

## Zastrzeżone numery
| Zastrzeżone numery San Antonio Stars |              |      |          |        |
| Nr                                   | Zawodniczka  | Poz. | W klubie | Przyp. |
| 25                                   | Becky Hammon | G    | 2007–14  | [ 3 ]  |

## Uczestniczki meczu gwiazd
- 1999: Natalie Williams
- 2000: Natalie Williams
- 2001: Natalie Williams
- 2002: Marie Ferdinand-Harris, Adrienne Goodson
- 2003: Małgorzata Dydek, Marie Ferdinand-Harris
- 2004: Shannon Johnson
- 2005: Marie Ferdinand-Harris
- 2006: Sophia Young
- 2007: Becky Hammon, Sophia Young
- 2009: Becky Hammon, Sophia Young
- 2010: Jayne Appel, Becky Hammon, Michelle Snow, Sophia Young
- 2011: Danielle Adams, Becky Hammon
- 2013: Danielle Robinson
- 2014: Danielle Robinson
- 2015: Kayla McBride, Danielle Robinson

## Olimpijki
- 2000: Natalie Williams
- 2004: Shannon Johnson
- 2008: Becky Hammon
- 2012: Becky Hammon
- 2016: Astou Ndour

## Nagrody i wyróżnienia
- 1997 II skład WNBA: Wendy Palmer
- 1999 I skład WNBA: Natalie Williams
- 2000 I skład WNBA: Natalie Williams
- 2000 Liderka WNBA w skuteczności rzutów wolnych: Jennifer Azzi
- 2001 I skład WNBA: Natalie Williams
- 2005 I skład debiutantek WNBA: Katie Feenstra
- 2006 I skład debiutantek WNBA: Sophia Young
- 2007 I skład WNBA: Becky Hammon
- 2007 II skład WNBA: Sophia Young
- 2007 I skład debiutantek WNBA: Camille Little
- 2007 Trener Roku: Dan Hughes
- 2007 Liderka WNBA w asystach: Becky Hammon
- 2008 I skład WNBA: Sophia Young
- 2008 II skład WNBA: Becky Hammon
- 2008 I skład defensywny WNBA: Sophia Young
- 2008 Kim Perrot Sportsmanship Award: Vickie Johnson
- 2009 I skład WNBA: Becky Hammon
- 2009 II skład WNBA: Sophia Young
- 2011 Kim Perrot Sportsmanship Award: Ruth Riley
- 2011 I skład debiutantek WNBA: Danielle Adams
- 2011 I skład debiutantek WNBA: Danielle Robinson
- 2012 II skład WNBA: Sophia Young
- 2012 II skład defensywny WNBA: Danielle Robinson
- 2012 II skład defensywny WNBA: Sophia Young
- 2013 Liderka WNBA w asystach: Danielle Robinson
- 2013 II skład defensywny WNBA: Jia Perkins
- 2013 II skład defensywny WNBA: Danielle Robinson
- 2014 Kim Perrot Sportsmanship Award: Becky Hammon
- 2014 II skład WNBA: Danielle Robinson
- 2014 II skład defensywny WNBA: Danielle Robinson
- 2014 I skład debiutantek WNBA: Kayla McBride
- 2016 I skład debiutantek WNBA: Moriah Jefferson

## Wybory draftu
- 1997 Elite: Dena Head (1), Wendy Palmer (9)
- 1997: Tammi Reiss (5), Jessie Hicks (12), Reagan Scott (21), Kim Williams (28)
- 1998: Małgorzata Dydek (1), Olympia Scott (11), LaTonya Johnson (21), Tricia Bader (31)
- 1999: Natalie Williams (3), Debbie Black (15), Adrienne Goodson (27), Dalma Iványi (39)
- 2000: Naomi Mulitauaopele (12), Stacy Frese (35), Kristen Rasmussen (51)
- 2001: Marie Ferdinand (8), Michaela Pavlickova (24), Shea Ralph (40), Cara Conseugra (56)
- 2002: Danielle Crockrom (11), LaNeishea Caufield (14), Andrea Gardner (27), Edmarie Lumbsley (43), Jacklyn Winfield (59)
- 2003 Miami/Portland Dispersal Draft: LaQuanda Barksdale (12)
- 2003: Coretta Brown (11), Ke-Ke Tardy (25), Brooke Armistead (40)
- 2004 Cleveland Dispersal Draft: LaToya Thomas (3)
- 2004: Cindy Dallas (21), Toccara Williams (34)
- 2005: Kendra Wecker (4), Shyra Ely (14), Catherine Kraayeveld (27)
- 2006: Sophia Young (4), Shanna Crossley (16), Khara Smith (30)
- 2007 Charlotte Dispersal Draft: Helen Darling (4)
- 2007: Camille Little (17), Nare Diawara (30)
- 2008: Chioma Nnamaka (21), Alex Anderson (39)
- 2009 Houston Dispersal Draft: wybór zwolniony
- 2009: Megan Frazee (14), Sonja Petrović (26), Candyce Bingham (39)
- 2010 Sacramento Dispersal Draft: Laura Harper (5)
- 2010: Jayne Appel (5), Alysha Clark (17), Alexis Rack (29)
- 2011: Danielle Robinson (6), Danielle Adams (20), Porsha Phillips (30)
- 2012: Shenise Johnson (5)
- 2013: Kayla Alexander (8), Davellyn Whyte (16), Diandra Tchatchouang (20), Whitney Hand (32)
- 2014: Kayla McBride (3), Astou Ndour (16), Bri Kulas (28)
- 2015: Dearica Hamby (6), Dragana Stanković (30), Nikki Moody (33)
- 2016: Moriah Jefferson (2), Brittney Martin (25)

## Sztab trenerski i zarządzający

### Trenerzy główni
| Trenerzy San Antonio Stars | Trenerzy San Antonio Stars | Trenerzy San Antonio Stars | Trenerzy San Antonio Stars | Trenerzy San Antonio Stars | Trenerzy San Antonio Stars | Trenerzy San Antonio Stars | Trenerzy San Antonio Stars | Trenerzy San Antonio Stars | Trenerzy San Antonio Stars | Trenerzy San Antonio Stars | Trenerzy San Antonio Stars |
| Trener                     | Początek                   | Koniec                     | Sezony                     | Sezon regularny            | Sezon regularny            | Sezon regularny            | Sezon regularny            | Play-off                   | Play-off                   | Play-off                   | Play-off                   |
| Trener                     | Początek                   | Koniec                     | Sezony                     | W                          | P                          | %                          | Gry                        | W                          | P                          | %                          | G                          |
| -------------------------- | -------------------------- | -------------------------- | -------------------------- | -------------------------- | -------------------------- | -------------------------- | -------------------------- | -------------------------- | -------------------------- | -------------------------- | -------------------------- |
| Denise Taylor              | 19 kwietnia 1997           | 27 lipca 1998              | 2                          | 13                         | 34                         | 27,7                       | 47                         | 0                          | 0                          | 0                          | 0                          |
| Frank Layden               | 27 lipca 1998              | 21 czerwca 1999            | 2                          | 4                          | 11                         | 26,7                       | 15                         | 0                          | 0                          | 0                          | 0                          |
| Fred Williams              | 21 czerwca 1999            | 6 lipca 2001               | 3                          | 36                         | 37                         | 49,3                       | 73                         | 0                          | 0                          | 0                          | 0                          |
| Candi Harvey               | 6 lipca 2001               | 26 lipca 2003              | 3                          | 40                         | 33                         | 54,8                       | 73                         | 2                          | 5                          | 28,6                       | 7                          |
| Shell Dailey               | 26 lipca 2003              | 30 października 2003       | 1                          | 6                          | 6                          | 50                         | 12                         | 0                          | 0                          | 0                          | 0                          |
| Dee Brown                  | 30 października 2003       | 30 lipca 2004              | 1                          | 6                          | 18                         | 25                         | 24                         | 0                          | 0                          | 0                          | 0                          |
| Shell Dailey               | 10 sierpnia 2004           | koniec 2004 roku           | 1                          | 3                          | 7                          | 30                         | 10                         | 0                          | 0                          | 0                          | 0                          |
| Shell Dailey               | Razem                      | Razem                      | 2                          | 9                          | 13                         | 40,9                       | 22                         | 0                          | 0                          | 0                          | 0                          |
| Dan Hughes                 | 4 stycznia 2005            | 25 lutego 2010             | 5                          | 79                         | 91                         | 46,5                       | 170                        | 7                          | 10                         | 41,2                       | 17                         |
| Sandy Brondello            | February 25, 2010          | September 27, 2010         | 1                          | 14                         | 20                         | 41,2                       | 34                         | 0                          | 2                          | 0                          | 2                          |
| Dan Hughes                 | 28 stycznia 2011           | koniec 2016 roku           | 6                          | 82                         | 122                        | 40,2                       | 204                        | 1                          | 6                          | 14,3                       | 7                          |
| Dan Hughes                 | Razem                      | Razem                      | 11                         | 161                        | 213                        | 43                         | 374                        | 8                          | 16                         | 33,3                       | 24                         |

### Właściciele
- Larry H. Miller, właściciel Utah Jazz (1997–2002)
- Peter Holt, właściciel San Antonio Spurs (od 2003)

### Generalni menedżerowie
- Jay Francis (1997–2004)
- Dan Hughes (2005–2015)
- Ruth Riley (2016–present)

### Asystenci trenerów
- Greg Williams (1997)
- Fred Williams (1998)
- Michael Layden (1999)
- Candi Harvey (1999–2000)
- Richard Smith (1999–2000)
- Tammy Reiss (2001–2003)
- Bobby Morse (2002)
- Shell Dailey (2003–2004)
- Vonn Read (2004)
- Brian Agler (2005–2007)
- Sandy Brondello (2005–2009)
- Vanessa Nygaard (2008)
- Olaf Lange (2008–2010)
- Vickie Johnson (od 2011)
- Steve Shuman (2011–2012)
- James Wade (od 2013)